# Fokföldi túzok
A fokföldi túzok (Eupodotis afraoides vagy Afrotis afraoides) a madarak osztályának a túzokalakúak (Otidiformes) rendjébe, azon belül a túzokfélék (Otitidae) családjába tartozó faj.
Egyes rendszerbesorolások a Afrotis nembe sorolják Afrotis afraoides néven.

## Előfordulása
Afrika déli részén Angola, Botswana, Lesotho, Namíbia és a Dél-afrikai Köztársaság területén honos. A természetes élőhelye sztyeppeken, köves pusztákon és félsivatagokban van.

## Alfajai
- Afrotis afraoides afraoides – (A. Smith, 1831), Botswan délkeleti része, a Dél-afrikai Köztársaság északi és északnyugati részei és Leshoto
- Afrotis afraoides damarensis – (Roberts, 1926), Namíbia és Botswana középső része
- Afrotis afraoides etoschae – (Grote, 1922), Namíbia északkeleti része és Botswana északi területei

## Megjelenése
Testhossza 52 centiméter. Feje és nyaka fekete, a hímeknek egy fehér folt van a szemük mögött.
Nagyon hasonlít a közeli rokon fekete túzokra (Eupodotis afra). A két fajt repülés közben a legkönnyebb megkülönböztetni, mivel a fokföldi túzok evezőtollai fehérek, mely repülés közben igen feltűnő.

## Életmódja
Rovarokkal, elsősorban bogarakkal és egyenesszárnyúakkal táplálkozik, de bizonyos időszakokban növényi táplálékot is fogyaszt.

## Szaporodása
Fészkét a talajra rakja, kisebb mélyedésbe. Fészekalja 2-4 tojásból áll, melyen 28 napig kotlik. A fiókák hamar elhagyják a fészket és körülbelül 5 hét után válnak röpképessé.

## Fordítás
- Ez a szócikk részben vagy egészben  a   Weißflügeltrappe című német Wikipédia-szócikk ezen változatának fordításán alapul.  Az eredeti cikk szerkesztőit annak laptörténete sorolja fel. Ez a jelzés csupán a megfogalmazás eredetét és a szerzői jogokat jelzi, nem szolgál a cikkben szereplő információk forrásmegjelöléseként.